# 伊敏组
伊敏组是位于中国黑龙江、内蒙古伊敏河一带的下白垩世地层，1937年由吉川康昭命名。该地层以灰白色粉砂岩、砂岩、砾岩为主，间夹碳质页岩、泥岩。